# 4187 Shulnazaria
A 4187 Shulnazaria (ideiglenes jelöléssel 1978 GR3) a Naprendszer kisbolygóövében található aszteroida. Nyikolaj Sztyepanovics Csernih fedezte fel 1978. április 11-én.